# Sōichi Hirama
Sōichi Hirama (平間壮一, Hirama Sōichi), né le 1er février 1990 à Ishikari (Hokkaido) au Japon, est un acteur et chanteur japonais essentiellement actif sur la scène nippone.

## Biographie

### Des débuts prometteurs et la rencontre 3LDK
Danseur accompli, Sōichi Hirama est révélé par FROGS, une saga théâtrale créée par Gorō Kishitani. Aux côtés de Takuya Uehara, il sera à l'affiche du spectacle durant deux ans, de 2007 à 2009.
Sur le tournage du drama Sign, en 2011, Sōichi Hirama retrouve Takuya Uehara et Mizuta Kouki - Takuya interprétant le personnage principal et Kouki apparaissant en invité sur l'épisode 8. En 2012, le trio entonne le morceau Butterfly lors d'un concert organisé par leur agence commune Amuse. Leur interprétation ainsi que leur danse sont acclamées par le public. À la suite de ce succès, Sōichi Hirama, Takuya Uehara et Mizuta Kouki forment le groupe 3LDK.

### Un second rôle reconnaissable
En 2015, il auditionne pour la comédie musicale culte Rent. Le rôle de Mark lui échappe mais il décroche celui d'Angel. Il endosse à nouveau le personnage lors du revival de 2017.
Courant 2016, il est à nouveau sollicité par Gorō Kishitani et son complice Yasufumi Terawaki (plus connus sous leur nom de tandem Chikyū Gorgeous) pour la comédie musicale The Love Bugs où il côtoie Yū Shirota, Tomu Ranju, Sakurako Ōhara ou encore Kenta Izuka.
L'année suivante, il incarne un Mercutio nihiliste et perturbé dans la production nippone de Roméo et Juliette. Pour le rôle, il travaille activement son chant. Il définit le personnage comme un homme coincé « entre l'enfance et l'âge adulte ». Son collègue Yūta Furukawa (Roméo) salue sa prestation et en particulier son monologue final. Ce Roméo et Juliette s'étend sur deux ans, durant lesquels il joue en alternance avec Mario Kuroba. En parallèle, il s'essaie pour la première fois aux antagonistes en jouant Carl dans Ghost.
En 2019, il est Raphaël, le rival romantique de Don Juan (Taisuke Fujigaya) dans l'adaptation japonaise du spectacle musical de Félix Gray.

### De second rôle à tête d'affiche
« Les parias vivent pleinement leur vie. Je suppose que je fais partie de ces personnes qui sont à côté de la plaque. »

— Sōichi Hirama sur son rapport aux personnages marginaux.
Courant 2020, il s'illustre dans Hairspray mais retrouve surtout la nouvelle production de Rent pour laquelle il incarne cette fois le rôle principal, Mark.
En 2021, 3LDK sort son premier album, Only One. Sōichi Hirama gère la direction artistique, Takuya Uehara officie en tant que parolier sur les chansons et Mizuta Kouki s'occupe de la réalisation du clip.
En 2022, il retrouve Chikyū Gorgeous pour le revival de leur production Claudia. Il y figure aux côtés de Shōma Kai, Yūsuke Hirose et Takurō Ōno, ces deux derniers comptant parmi ses costars sur Roméo et Juliette.
En 2023, 3LDK est à l'affiche de la comédie musicale Mia Famiglia. Sur la même période, dans La Légende du roi Arthur, il retourne aux jeunes premiers exaltés en s'illustrant en Lancelot face à Urai Kenji. Le 31 décembre 2023, il est choisi pour participer au Contdown Musical Concert célébrant la nouvelle année. Programmé au Tokyo International Forum, devant 5 000 spectateurs venus fêter 2024, le concert réunit neuf célébrités issues de la nouvelle génération de la scène musicale nippone : Sōichi Hirama y figure aux côtés de Shōma Kai, Haruka Kinoshita, Sara, Keisuke Higashi, Hiroki Miura, Win Morisaki, Tomona Yabiku et Naoto Kaihō,.
2024 le voit tenir le rôle d'Usnavi dans In the Heights. Le protagoniste est un enjeu majeur pour Hirama, non seulement du fait de son statut principal mais aussi parce qu'il lui permet de renouer avec ses premiers amours : « J'ai un attachement particulier à cette œuvre car elle intègre la culture du hip-hop que je pratique depuis [l'école primaire]. Le hip-hop comporte quatre éléments : si on fait du breakdance, du rap, qu'on dessine des graffitis ou qu'on est DJ, alors on peut dire qu'on fait du hip-hop. [Ce spectacle] contient des scènes où les gens rappent et réalisent des graffitis. C'est pourquoi j'ai toujours voulu le faire ».
En 2025, il est annoncé au casting de Wild Grey. Cette biographie musicale et romancée se centre sur la relation entre Oscar Wilde (Yūsuke Hirose), Robert Ross (Hirama) et Alfred Douglas (Kōhei Fukuyama).

## Vie privée
Il pratique le snowboard et la danse acrobatique de haut niveau.

## Filmographie (sélection partielle)

### Cinéma
- 2009 : Heaven's Door
- 2009 : Crows Zero II
- 2009 : Killer VirginRoad
- 2014 : Bakumatsu High School Students

### Télévision
- 2009 : The Quiz Show : Watanabe Tsuna
- 2011 : Sign : Tsuna Watanabe
- 2013 : Byakkotai : Souji Okita
- 2013 : The Family Game : Takatsu
- 2013 : Bussen : Hiroshi Kaneshiro

## Performance scénique (sélection partielle)
- 2007 - 2009 : FROGS : Hiroshi / Kakeru
- 2014 : Lady Bess : Buggy Ringer
- 2015 / 2017 : Rent : Angel Dumott Schunard
- 2016 : The Love Bugs : Bunta
- 2017 - 2019 : Roméo et Juliette : Mercutio
- 2018 : Ghost : Carl
- 2019 / 2021 : Don Juan : Raphaël
- 2020 / 2023 : Rent : Mark Cohen
- 2020 / 2022 : Hairspray : Seaweed J. Stubbs
- 2022 : The View Upstairs : Wes
- 2022 : Claudia : L'Enfant Dragon
- 2023 : La Légende du roi Arthur : Lancelot
- 2023 : Mia Famiglia : Richard (avec 3LDK)
- 2024 : In the Heights : Usnavi
- 2025 : Wild Grey : Robert Ross